# Burqin (Fluss)
Der Burqin (chinesisch 布尔津河) ist ein ca. 150 km langer rechter Nebenfluss des Irtysch (Ertix) im Kasachischen Autonomen Bezirk Ili im Uigurischen Autonomen Gebiet Xinjiang der Volksrepublik China.

## Flusslauf
Er entsteht am Zusammenfluss von Kanas (rechts) und Hom chinesisch 禾木河, Pinyin Hémù Hé (links) im Süden des Altaigebirges. Er durchfließt das Bergland im gleichnamigen Kreis Burqin des Regierungsbezirks Altay in überwiegend südlicher Richtung. Dabei wird er von zwei Talsperren aufgestaut. Schließlich verlässt er das Gebirge und strömt im Unterlauf in südwestlicher Richtung. Er fließt am Nordwestrand der Stadt Burqin vorbei und mündet rechtsseitig in den nach Westen strömenden Oberlauf des Irtysch. Im Einzugsgebiet des Burqin befindet sich der Kanasi-See.

## Wasserkraftnutzung
Am Flusslauf befinden sich zwei Talsperren mit jeweils angeschlossenem Wasserkraftwerk.
Die Wasserkraftwerke in Abstromrichtung:
| Name           | Koord.- Link | Fertig- stellung | Leistung in MW | Dammhöhe in m | Stauraum in Mio. m³ |
| -------------- | ------------ | ---------------- | -------------- | ------------- | ------------------- |
| Chonghu'er     | ⊙            | 2009             | 110            | 74            | 85                  |
| Burqin Shankou | ⊙            | 2014             | 220            | 95            | 221                 |